# Margarita Florit Anglada
Margarita Florit Anglada (Ciutadella de Menorca, 19 de febrer de 1887 - Ciutadella de Menorca, 8 de març de 1956) fou una mestra i pedagoga menorquina.

## Biografia
Filla de Juan Florit Febrer i Margarita Anglada Bonet. Va estudiar magisteri a l'Escola Normal Femenina de Palma, on va obtenir el títol de mestra elemental el 1906. Va exercir de mestra a Lleida després d'opositar a Barcelona l'any 1923. Va tornar a Menorca després de guanyar el concurs de trasllat a Ferreries i finalment va obtenir plaça a la seva ciutat natal (Ciutadella). El 1933 fou nomenada directora de l'Escola Nacional Graduada de Nines de Ciutadella.
El 1935 va publicar un article titulat Fundación, desarrollo y estado actual de la Escuela Dominical de obreras de Ciudadela en què explicava la tasca social a què havia dedicat més de vint-i-cinc anys de la seva vida. Margarita descrivia el desenvolupament de l'Escola Dominical fundada el 1909 per ella i altres mestres com M. Antònia Salom Vidal, Teresa Aguiló Pomar o Juana Cavaller. L'objectiu principal del centre era instruir en la lectura, l'escriptura, la gramàtica pràctica i l'aritmètica aplicada a dones joves dedicades al servei domèstic i al camp, motiu pel qual és considerada pionera en la lluita per la igualtat educativa entre dones i homes. Aquest centre va arribar a comptar amb dues-centes cinquanta alumnes i entre les seves infraestructures cal destacar-ne la biblioteca, que impulsà la pròpia Margarita.
La seva vida, tant professional com personal, es va veure afectada pels canvis polítics de l'època, primer amb l'arribada de la República i després amb motiu de la Guerra Civil. Aquest fet la va motivar a escriure l'obra Sentimientos del alma, que fou publicada el 1942 i que constitueix una espècie de testament ideològic adreçat a la seva neboda. Va morir a Ciutadella el 1956.

## Reconeixement i memòria
Des de 2003, a Ciutadella, una escola pública d’educació infantil i primària, amb més de 400 alumnes, porta el seu nom.